# Scleranthelia rugosa
Scleranthelia rugosa is een zachte koraalsoort uit de familie Clavulariidae. De koraalsoort komt uit het geslacht Scleranthelia. Scleranthelia rugosa werd in 1867 voor het eerst wetenschappelijk beschreven door Pourtalès. 